# UFC Fight Night: Hunt vs. Oliynyk
UFC Fight Night: Hunt vs. Oleinik（ユーエフシー・ファイトナイト：ハント・バーサス・オレイニク、別名UFC Fight Night 136）は、アメリカ合衆国の総合格闘技団体「UFC」の大会の一つ。2018年9月15日、ロシア・モスクワのオリンピック・スタジアムで開催された。

## 大会概要
UFC初のロシア開催となった本大会ではマーク・ハントとアレクセイ・オレイニクによるヘビー級戦が組まれた。

## 試合結果

### プレリミナリーカード
第1試合 バンタム級 5分3R
○  メラブ・ドバリシビリ vs.  テリオン・ウェア ×
3R終了 判定3-0（30-25、30-25、30-25）
第2試合 ウェルター級 5分3R
○  ラマザン・エミーフ vs.  ステファン・セクリッチ ×
3R終了 判定3-0（29-28、30-27、30-26）
第3試合 ミドル級 5分3R
○  ジョーダン・ジョンソン vs.  アダム・ヤンディエフ ×
2R 0:42 肩固め
第4試合 ライトヘビー級 5分3R
○  マゴメド・アンカラエフ vs.  マルチン・プラフニオ ×
1R 3:09 KO（左ハイキック→パウンド）
第5試合 73.0kg契約 5分3R
○  マイルベク・タイスモフ vs.  デスモンド・グリーン ×
3R終了 判定3-0（30-27、30-27、30-27）
※タイスモフの体重超過によりライト級から変更。
第6試合 ライト級 5分3R
○  ルスタム・ハビロフ vs.  ケイジャン・ジョンソン ×
3R終了 判定2-1（29-28、28-29、29-28）
第7試合 62.1kg契約 5分3R
○  ピョートル・ヤン vs.  ソン・ジンス ×
3R終了 判定3-0（30-27、30-27、29-28）
※ジンスの体重超過によりバンタム級から変更。
第8試合 ミドル級 5分3R
○  ハリド・ムルタザリエフ vs.  CB・ダラウェイ ×
2R 5:00 TKO（レフェリーストップ）

### メインカード
第9試合 ウェルター級 5分3R
○  アレクセイ・クンチェンコ vs.  チアゴ・アウベス ×
3R終了 判定3-0（30-27、29-28、29-28）
第10試合 ヘビー級 5分3R
○  シャミル・アブドゥラヒモフ vs.  アンドレイ・アルロフスキー ×
3R終了 判定3-0（29-28、30-27、30-27）
第11試合 ライトヘビー級 5分3R
○  ヤン・ブラホヴィッチ vs.  ニキータ・クリーロフ ×
2R 2:41 肩固め
第12試合 ヘビー級 5分5R
○  アレクセイ・オレイニク vs.  マーク・ハント ×
1R 4:26 リアネイキドチョーク

### 各賞
ファイト・オブ・ザ・ナイト： ピョートル・ヤン vs. ソン・ジンス
パフォーマンス・オブ・ザ・ナイト： アレクセイ・オレイニク、ヤン・ブラホヴィッチ、マゴメド・アンカラエフ
各選手にはボーナスとして5万ドルが授与された。（ソン・ジンスは体重超過のためボーナス支給されず）

### カード変更
負傷などによるカードの変更は以下の通り。